# Fred Dunlap
Frederick C. "Sure Shot" Dunlap (21 de maio de 1859 – 1º de dezembro de 1902) foi um jogador profissional de beisebol que atuoou como segunda base e treinador na Major League Baseball de 1880 até 1891. Ele foi o jogador mais bem pago da Major League Baseball de 1884 até 1889. Também tem sido descrito por algumas fontes contemporâneas e modernas como o maior homem de segunda base do século 19. Ganhou o apelido de "Sure Shot" pela força e precisão de seus arremessos para o primeira base, e é algumas vezes referido como sendo o "King of Second Basemen" nos anos 1880.
Jogou pelo Cleveland Blues de 1880 até 1883, onde assegurou sua reputação de um dos melhores jogadores do esporte. Como novato em 1880, liderou a National League em duplas e ficou em segundo em rebatidas extra base. Enquanto jogava pelo Cleveland, também acumulou aproveitamento ao bastão de 32,5% e 32,6% em 1881 e 1883 e liderou a liga em assistências por um segunda base. Quando a Union Association foi formado em 1884, Dunlap foi convidado a jogar pelo St. Louis Maroons onde se tornou o jogador mais bem pago do beisebol. Seu aproveitamento de 41,2% em  1884 foi o mais alto já registrado na época na Major League Baseball.
Após três em St. Louis, Dunlap foi vendido para o Detroit Wolverines e ajudou a equipe a vencer a flâmula da National League em 1887. A carreira de Dunlap no beisebol terminou em 1891 quando quebrou sua perna enquanto deslizava para uma base. Foi o setor de construção e apostava em cavalos nos anos 1890. Por volta de 1902, Dunlap não tinha dinheiro e vivia em uma pensão degradada. Morreu muito doente em dezembro de 1902, e seu corpo não foi identificado até que um policial no necrotério reconhecesse seu corpo como o da antiga estrela do beisebol.